# Ezio (Vorname)
Ezio ist ein italienischer männlicher Vorname.

## Herkunft und Bedeutung
Ezio ist die italienische Form des römischen Beinamens Aetius, der seinerseits wahrscheinlich von dem griechischen αετος (aetos) mit der Bedeutung „Adler“ abgeleitet war.

## Verbreitung
Der Name ist in Deutschland seit 2011 in den Vornamenscharts anzutreffen. In den letzten 10 Jahren wurde er rund 30 Mal vergeben. In der Schweiz wird Ezio seit 1930 fast jedes Jahr bei der Namenswahl berücksichtigt, jedoch in einem geringen Umfang. Von 1930 bis 2023 wurden etwa 350 Jungen so genannt. Der Name kommt in Österreich seit 2012 in den Hitlisten vor, bis 2023 wurde er drei Mal vergeben.
In Belgien befindet sich der Name seit 2018 in den Top-200. Den besten Platz belegte er mit Rang 111 im Jahr 2022. Seit 2010 wird der Name in Frankreich immer beliebter und befindet sich im Aufwärtstrend. Im Jahr 2023 lag er auf Rang 93. In den Ländern Dänemark, Schweden, Schottland und Nordirland wird der Name nur selten gewählt. In den USA kommt der Name seit 2009 alljährlich in der Namensgebung vor. Er wurde in den letzten 10 Jahren circa 930 Mal vergeben. Auch in England und Kanada befindet sich der Name Ezio seit 2011 regelmäßig in den Hitlisten, jedoch ist er nur mäßig beliebt. Der Name war in Brasilien von 1930 bis in die 1970er Jahre in den Top-1000 der Vornamenscharts.

## Namensträger
- Ezio Cardi (* 1948), italienischer Bahnradsportler
- Ezio Corlaita (1889–1967), italienischer Radrennfahrer
- Ezio Damolin (1944–2022), italienischer Skispringer und Nordischer Kombinierer
- Ezio Franceschini (1906–1983), italienischer Latinist
- Ezio Frigerio (1930–2022), italienischer Bühnen- und Kostümbildner
- Ezio Gamba (* 1958), italienischer Judoka
- Ezio Gianola (* 1960), italienischer Motorradrennfahrer
- Ezio Greggio (* 1954), italienischer Komiker, Schauspieler, Filmregisseur und Drehbuchautor
- Ezio Levi (1884–1941), italienischer Romanist, Mediävist und Jazzmusiker
- Ezio Loik (1919–1949), italienischer Fußballspieler
- Ezio Madonia (* 1966), italienischer Sprinter
- Ezio Marano (1927–1991), italienischer Schauspieler
- Ezio Pascutti (1937–2017), italienischer Fußballspieler
- Ezio Pinza (1892–1957), italienischer Opernsänger (Bass)
- Ezio Toffolutti (* 1944), italienischer Bühnenbildner, Kostümbildner, Regisseur und Maler
- Ezio Vanoni (1903–1956), italienischer Ökonom und Politiker